# 파워레인저 트레인포스 갤럭시 라인 SOS
파워레인저 트레인포스 갤럭시 라인 SOS(烈車戦隊トッキュウジャー THE MOVIE ギャラクシーラインSOS, Ressha Sentai ToQger: The Movie - Galaxy Line SOS)는 일본에서 제작된 타케모토 노보루 감독의 2014년 액션, SF 영화이다. 시손 쥰 등이 주연으로 출연하였다.

## 출연

### 주연
- 시손 쥰
- 히라마키 진
- 코지마 리리아
- 요코하마 류세이
- 모리타카 아이
- 나가하마 신